# Bundesstraße 260
Pour les articles homonymes, voir B260 et Route 260.
La Bundesstraße 260 est une Bundesstraße des Länder de Hesse et de Rhénanie-Palatinat.

## Géographie
La Bundesstraße 260 suit le cours de la Lahn jusqu'à Nassau (Lahn) et mène en serpentins jusqu'au Taunus, où il suit la limes de Germanie supérieure et de Rhétie.
Au sud de Holzhausen, la route fédérale monte jusqu'à la Kemeler Heide et la crête subséquente, qui forme le bassin versant entre le Muhlbach et le Wisper à l'ouest et le Dörsbach et l'Aar à l'est. Le point culminant de la Bäderstraße sur la crête de la Kemeler est le Mappershainer Kopf à 548 m d'altitude. Peu de temps avant Wambach, le trafic est redescendu dans la vallée sur une pente d'environ 1 500 m, le Wambacher Stich. Il n'y a pas de chute en dessous de la hauteur de 400 m en aucun point entre les deux endroits mentionnés sur une distance de près de 20 km. La route monte plusieurs fois à plus de 500 m. Elle atteint le sommet de Kemel, où elle finit à une altitude de 537,2 m.

## Histoire
L'itinéraire d'aujourd'hui suit en grande partie une ancienne voie romaine qui reliait les camps romains de Kemel, Holzhausen, Marienfels et Bad Ems.
Au Moyen Âge, la partie sud de la Bäderstraße ne traverse pas la vallée de Walluftal comme aujourd'hui, mais, comme la Landestrasse L 3037, au nord, elle suit la crête principale du Taunus jusqu'au versant sud-ouest du Hohe Wurzel, et de là mène fortement vers le Chausseehaus et près de Kohlheck, le Schiersteiner Berg et le Mosbacher Berg, à l'ouest de la petite ville de Wiesbaden, jusqu'au Rhin. Ce n'est que depuis la fin du XVIIIe siècle que la Bäderstraße sous le nom de Schwalbacher Straße traverse Wiesbaden.
L'un des premiers accidents de voiture sur la route thermale a pour victime Lord Carnarvon en 1901. L'accident a lieu alors qu'il se rend à Langenschwalbach pour récupérer sa femme à la station thermale. Il a le volant à la place de son chauffeur et va à grande vitesse quand il voit la route à Langenschwalbach bloquée par deux troupeaux de bœufs. Il est si gravement blessé que son chauffeur, qui fut jeté hors de la voiture, doit le réanimer. Une rupture pulmonaire est particulièrement importante, ce qui lui cause des difficultés à respirer continuellement et incite ses médecins à lui recommander de toujours passer l'hiver dans un pays au climat sec et chaud comme l'Égypte. Sur ce conseil, il rencontre l'archéologue Howard Carter et le soutient avec sa fortune dans les fouilles de la Vallée des Rois.
La Bäderstraße devient une route fédérale en 1949. Le point de départ devient la jonction de la Bundesstraße 42 à Niederwalluf. La route est asphaltée dans les années 1950. Dans les années 1960, le Wambacher Stich est réaffecté et la pente désamorcée.
Depuis novembre 2006, le tunnel de Malberg de 1,6 km de long ouvre comme voie de contournement pour Fachbach/Bad Ems et soulage le centre-ville de Bad Ems.

## Source
- (de) Cet article est partiellement ou en totalité issu de l’article de Wikipédia en allemand intitulé « Bundesstraße 260 » (voir la liste des auteurs).

1. ↑  (en) C. W. Ceram, Gods, Graves, and Scholars : The Story of Archaeology, Knopf, 1952, 426 p. (lire en ligne)